# چارلز مکفرسون دوبل
چارلز مکفرسون دوبل (انگلیسی: Charles Macpherson Dobell; ۲۲ ژوئن ۱۸۶۹ – ۱۷ اکتبر ۱۹۵۴) فرد نظامی اهل کانادا بود. وی همچنین برندهٔ جوایزی همچون نشان حمام شده‌است.